# 史敬思
史 敬思（し けいし、? - 884年）は、唐末の武人。代州雁門県の人。民間伝承や小説『残唐五代史演義』の中では李克用の仮子となり、配下の「十三太保」の一人として知られた。

## 生涯
初め、唐軍に仕えて牙校を任された。勇は諸軍に冠せりといわれた。李克用が雁門節度使に任ぜられると、史敬思は李克用に従い九府都督となり、京師を平定し頭角を現した。中和4年（884年）、先鋒として陳州・許州の救援に赴き、黄巣を汴上で打ち破り、徐州・兗州まで追撃した。
同年6月、李克用に従い汴州に入り、朱全忠の盛宴に赴いた。しかしその夜、朱全忠は自軍の兵を率いて李克用を襲撃した。史敬思はすぐに起きると、弓を操ってただちに応戦し、数百人を射殺し、李克用と包囲網を突破した。夜間の激しい雷雨を冒して汴橋に向かい、李克用が逃走に成功したが、史敬思は戦死した。李克用は深い哀しみに暮れ、泣き続けた。その後、李克用と朱全忠は不倶戴天の仇敵同士となった。
子の史建瑭は後唐の名将となった。

## 伝記資料
- 『新五代史』
- 『旧五代史』
- 『資治通鑑』

## 登場作品
映画
- 英雄十三傑（1970年、演：ティ・ロン）